# Sant Boi de Llobregat
Sant Boi de Llobregat és una vila i municipi de la comarca del Baix Llobregat. Des de començaments del segle xxi la població supera els 80.000 habitants.

## Geografia
- Llista de topònims de Sant Boi de Llobregat (Orografia: muntanyes, serres, collades, indrets..; hidrografia: rius, fonts...; edificis: cases, masies, esglésies, etc).

Ubicat dins l'àrea metropolitana de Barcelona, a 6 km de l'aeroport, 9 km del port i a 15 km de Barcelona, Sant Boi és un dels principals nuclis de població de la comarca i un punt estratègic en el sistema de comunicacions al sud de Barcelona.
Situat a l'inici del delta, a l'est de la localitat s'hi troba el riu Llobregat, que el separa de Sant Joan Despí i Cornellà de Llobregat, al nord-oest la muntanya de Sant Ramon i el poble de Sant Climent de Llobregat, al sud el Prat de Llobregat i a l'oest el terme de Viladecans.

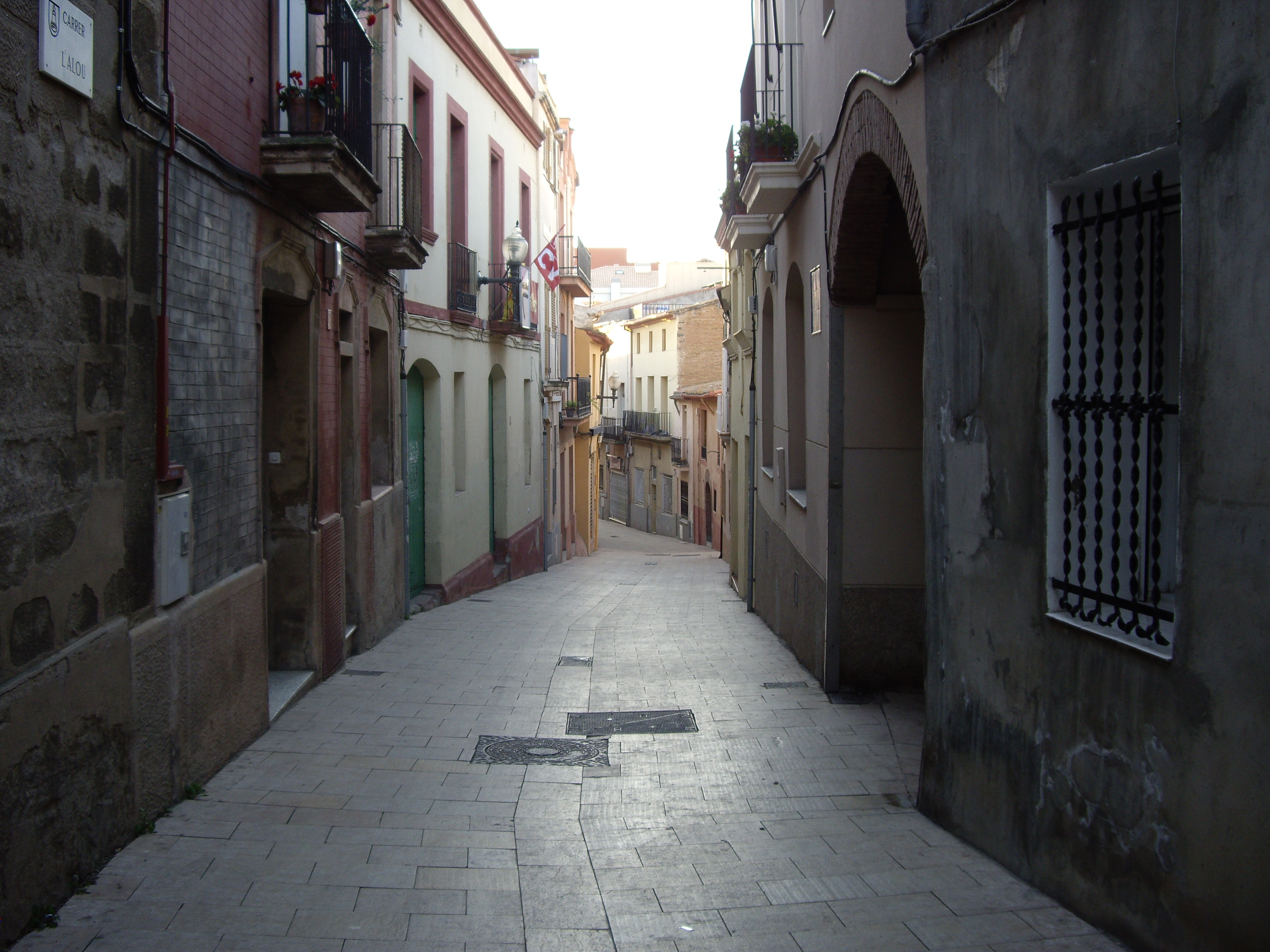
Carrer de l'Alou, al centre històric

| Sant Climent de Llobregat | Santa Coloma de Cervelló | Sant Joan Despí       |
| Viladecans                |                          | Cornellà de Llobregat |
|                           | El Prat de Llobregat     |                       |

## Història

### Orígens
A les primeries del segle xx el municipi de Sant Boi passava dels 5.000 habitants i era el més poblat de la comarca, ocupant-se la seva població fonamentalment en el sector agrícola. Abans de la Guerra Civil (1936) la vila ja tenia 10.000 habitants, però no fou fins als anys 60 i 70 quan es produïren grans moviments migratoris atrets per la creació d'indústries, que transformarien per complet la ciutat. L'any 1955 la població era d'uns 13.000 habitants, xifra que es multiplicà per cinc en 20 anys.
Tot i que les restes humanes més antigues que s'han trobat al terme municipal són dels Ibers i daten del segle VI aC, no va ser fins a l'arribada dels romans quan el territori que avui ocupa Sant Boi va convertir-se en un nucli pròsper. És en aquest moment històric quan trobem el santboià més antic del qual es coneix el nom: Iulius Anicetus, qui a final del segle I aC fabricava i comerciava àmfores de vi, algunes de les quals van arribar a la ciutat de Roma. Pel que fa a les restes arqueològiques, el principal referent romà a Sant Boi són les termes romanes que hi ha vora el Llobregat, al centre històric de la vila.

### La repressió franquista després de la Guerra Civil espanyola
La fi de la guerra i, per tant, la victòria d'uns i la derrota d'uns altres, va esdevenir un canvi radical en tots els ordres de la vida en aquella Catalunya republicana que, a poc a poc i amb la repressió franquista, va desaparèixer.
La condició de zona de rereguarda va estalviar a Sant Boi de Llobregat, i globalment a tot el Baix Llobregat, episodis violents de la Guerra, com les que es van produir amb l'ocupació de Lleida o la batalla de l'Ebre.
Un parell de dies abans de l'arribada de les tropes franquistes, les persones més compromeses en la militància de les idees esquerranes marxaven cap a l'exili, cosa que va suposar la separació de famílies. Així doncs, l'entrada de l'exèrcit franquista tenia com a conseqüència un trencament total en la vida quotidiana, que l'administració local va haver d'afrontar amb un gran buit, a causa de la fugida republicana.
Pocs anys després del final del conflicte, Sant Boi va viure un intens creixement demogràfic provocat per les allaus migratòries provinents d'una Espanya rural endarrerida: en tan sols 30 anys la ciutat va passar de tenir 10.000 habitants (1950) a tenir una població propera als 75.000 habitants (1981). Aquest creixement espectacular va fer necessari un gran creixement urbanístic de la ciutat, materialitzat en la construcció de nous barris com ara la Ciutat Cooperativa o Casablanca, allunyats de la resta del municipi i amb una mala planificació.
L'any 1976 va tenir lloc a la Plaça de Catalunya de Sant Boi la primera celebració autoritzada de la Diada Nacional de Catalunya després de la mort de Franco.

### Nom de la ciutat
Durant la presència dels musulmans Sant Boi s'anomenava Alcalà que en àrab significa castell. El nom de Sant Boi (/ˌsamˈboj/) prové de la denominació popular de Sant Baldiri, titular de la parròquia, i està documentat al segle xiv com Sant Boy, o Sant Boi d'Alcalà. En els fogatges dels segles XV i XVI s'anomenava Sant Boi. El nom castellanitzat de San Baudilio(Sant Baldiri) és d'abans segle xix i es va incloure en els primers censos de població. Durant la república es va recuperar el nom de Sant Boi de Llobregat, després va ser canviat a Vilaboi durant la guerra, i després va tornar de nou a dir-se San Baudilio, sent un dels primers canvis normalitzats el 1976.

## Administració
| Període     | Alcalde o alcaldessa                                     | Partit polític | Data de possessió | Observacions       |
| ----------- | -------------------------------------------------------- | -------------- | ----------------- | ------------------ |
| 1979–1983   | Francesc Xavier Vila i Blanche                           | PSC            | 19/04/1979        | --                 |
| 1983–1987   | Francesc Xavier Vila i Blanche                           | PSC            | 28/05/1983        | --                 |
| 1987–1991   | Francesc Xavier Vila i Blanche                           | PSC            | 30/06/1987        | --                 |
| 1991–1995   | Francesc Xavier Vila i Blanche                           | PSC            | 15/06/1991        | --                 |
| 1995–1999   | Francesc Xavier Vila i Blanche Montserrat Gibert Llopart | PSC            | 17/06/1995        | --                 |
| 1999–2003   | Montserrat Gibert Llopart                                | PSC            | 03/07/1999        | --                 |
| 2003–2007   | Montserrat Gibert Llopart                                | PSC            | 14/06/2003        | --                 |
| 2007–2011   | Jaume Bosch i Pugès                                      | PSC            | 16/06/2007        | --                 |
| 2011–2015   | Jaume Bosch i Pugès Lluïsa Moret Sabidó                  | PSC            | 11/06/2011        | --                 |
| 2015–2019   | Lluïsa Moret Sabidó                                      | PSC            | 13/06/2015        | Govern amb En Comú |
| 2019-2023   | Lluïsa Moret Sabidó                                      | PSC            | 15/06/2019        | Govern amb En Comú |
| Des de 2023 | Lluïsa Moret Sabidó                                      | PSC            | 17/06/2023        | Govern amb En Comú |

## Política
Des del retorn del règim democràtic, a l'Ajuntament de Sant Boi de Llobregat hi ha hagut una majoria d'esquerres. Tot i això, la ciutat ha comptat amb quatre alcaldes diferents: Xavier Vila (des de 1979 fins a 1997), Montserrat Gibert (des de 1997 fins a 2007), Jaume Bosch (des de 2007 fins a 2014) i Lluïsa Moret, tots del PSC.
Al 2019, el Partit dels Socialistes de Catalunya forma govern amb Sant Boi en Comú, la formació municipalista de Catalunya en Comú i hereva de la dissolta Iniciativa per Catalunya - Verds (amb 13 i 2 regidors respectivament). L'oposició està formada per cinc regidors d'Esquerra Republicana de Catalunya, tres regidors de Ciutadans - Partit de la Ciutadania i dos regidors de Podem - Esquerra Unida, coalició resultant arrel la dissolució de Gent de Sant Boi d'on va sortir Podem i les diferències a Sant Boi en Comú entre ICV i EU.
En les últimes eleccions municipals de 2023, el PSC de Llusa Moret va obtenir 16 regidors dels 25, ERC en va aconseguir 3, Vox i PP en van obtenir 2 i finalment En Comú va quedar amb 2 regidors. El govern actual (PSC i En Comú) té un total de 18 regidors i per tenir la majoria absoluta se'n necessiten 13.

## Economia
Actualment, el sector econòmic predominant és el terciari, tot i que té diversos polígons industrials a la A-16 i entre l'A-16 i l'aeroport, i el sector primari té una presència mitjanament rellevant. El més característic producte local són les carxofes, que tenen denominació d'origen "Sant Boi". També els pollastres criats a la localitat entren a la denominació d'origen del Prat.

## Infraestructures i transports - Transport públic
La ciutat compta amb diverses línies locals d'autobús (SB1, SB2 i SB3), i a les quals cal sumar altres de caràcter metropolità (L61, L70, X70, L72, L74, L75, L76, L77, L78, X79, L81, L82, L85, L86, L96) que uneixen el municipi amb altres ciutats com Barcelona, Cornellà de Llobregat, Castelldefels, Gavà, Viladecans, Santa Coloma de Cervelló, Sant Joan Despí, el Prat de Llobregat o l'aeroport de Barcelona-El Prat; i els serveis nocturns o també anomenats NitBus (N13, N14, N20). També està comunicat per tren, compta amb dues parades dels Ferrocarrils de la Generalitat de Catalunya, inclòs el servei del Metro de Barcelona, i també és lloc de pas de l'AVE:
Estació de Sant Boi- Línia 8 del Metro (FGC), Línies de ferrocarril regional FGC R5/50, R6/60, S3, S4, S8, S9
Estació de Molí Nou- Línia 8 del Metro (FGC), Línies de ferrocarril regional FGC R5, R6, S3, S4, S8, S9
Ja fa algun temps, les administracions locals i autonòmiques van anunciar la seva intenció de crear la línia 12 del metro de Barcelona (la qual hauria fet tres o quatre parades a la ciutat: Ciutat Cooperativa, Plaça de la Generalitat, Plaça Catalunya i la petició de crear una altra parada a Torre de la Vila) però, després de diferents problemes, sembla que en lloc de construir una nova línia de metro, s'ampliaran les diferents línies existents.
Actualment, el Pla Director d'Infraestructures 2009-2018 s'ha anul·lat i és el 2011-2020 el que preveu que la Línia 1 del metro de Barcelona i la R3 arribaran a Sant Boi, concretament a la Plaça Catalunya. Finalment, el projecte d'ampliació de la L1 del Metro de Barcelona ha quedat desestimat i, finalment, el Ministeri de Transports preveu un projecte del Metro del Delta al seu pla de Rodalies de Catalunya, amb el perllongament de la línia R3 de Cornellà de Llobregat fins a Castelldefels, passant per Sant Boi, Viladecans i Gavà.

## Demografia[10]
| 1497 f | 1515 f | 1553 f | 1717 | 1787  | 1857  | 1877  | 1887  | 1900  | 1910  |
| ------ | ------ | ------ | ---- | ----- | ----- | ----- | ----- | ----- | ----- |
| 147    | 179    | 38     | 842  | 2.093 | 2.759 | 3.430 | 3.772 | 5.311 | 5.377 |

| 1920  | 1930  | 1940   | 1950   | 1960   | 1970   | 1981   | 1990   | 1992   | 1994   |
| ----- | ----- | ------ | ------ | ------ | ------ | ------ | ------ | ------ | ------ |
| 6.553 | 8.867 | 10.310 | 10.811 | 19.968 | 50.051 | 74.550 | 78.882 | 78.016 | 78.016 |

| 1996   | 1998   | 2000   | 2002   | 2004   | 2006    | 2008   | 2010   | 2012   | 2014   |
| ------ | ------ | ------ | ------ | ------ | ------- | ------ | ------ | ------ | ------ |
| 78.005 | 78.632 | 79.337 | 80.041 | 80.636 | 81.3687 | 81.335 | 82.411 | 83.070 | 83.107 |

| 2016   | 2018   | 2020   | 2022   | 2024   | 2026 | 2028 | 2030 | 2032 | 2034 |
| ------ | ------ | ------ | ------ | ------ | ---- | ---- | ---- | ---- | ---- |
| 82.402 | 82.904 | 84.500 | 83.371 | 84.831 | -    | -    | -    | -    | -    |

El 49,66% dels santboians són homes i el 50,34% són dones.
| Edats         | Percentatge |
| ------------- | ----------- |
| 0 a 16 anys   | 15,6%       |
| 16 a 64 anys  | 70,2%       |
| 64 anys i més | 14,2%       |

| Barri                       | Població | Densitat residencial | Densitat absoluta |
| --------------------------- | -------- | -------------------- | ----------------- |
| Barri Centre                | 14 047   | 22.656,5             | 13.378,1          |
| Camps Blancs                | 4 764    | 7.218,2              | 2.802,4           |
| Casablanca                  | 5 585    | 27.925,0             | 3.799,3           |
| Ciutat Cooperativa-Molí Nou | 9 546    | 39.775,0             | 6.198,7           |
| Marianao                    | 31 822   | 20.935,5             | 7.383,3           |
| Vinyets-Molí Vell           | 15 847   | 36.853,5             | 1.381,6           |

## Urbanisme
Barris
- Marianao
- Ciutat Cooperativa - Molí Nou
- Centre
- Vinyets - Molí Vell
- Casablanca
- Camps Blancs

## Cultura

### Biblioteques
La ciutat compta en l'actualitat amb dues biblioteques municipals, la Biblioteca Jordi Rubió i Balaguer i la Biblioteca Maria Aurèlia Capmany.

### Festes
- Tres tombs: febrer.
- Carnaval: febrer.
- Mostra gastronòmica de la carxofa: abril.
- Jocs florals: maig.
- Festa Major: 20 de maig.
- Festa de la Capvuitada: una setmana després de la Festa Major.
- Festes de barri: juny i juliol.
- Aplec a l'Ermita de Sant Ramon: últim cap de setmana d'agost o primer de setembre, a l'ermita de Sant Ramon.
- Diada Nacional de Catalunya: 11 de setembre.
- Festival Altaveu: setembre.
- Fira de la Puríssima: 6, 7 i 8 de desembre.

### Llocs d'interès
- Termes romanes de Sant Boi. Són els banys romans pertanyents a una propietat privada més ben conservats de Catalunya.[11]
- Museu de Sant Boi de Llobregat.[12][13]
- Fira de la Puríssima, des de l'any 1947.[14]
- Sant Baldiri de Llobregat, conté la tomba de Rafael Casanova.
- Teatre Cal Ninyo.
- Ateneu Santboià[15] i Ateneu Familiar.[16]
- El Fonollar de Sant Boi. Una antiga quadra; el casal, anomenat castell de Fonollar o Torre de la Vila, té una capella dedicada a Sant Sebastià.[17]
- Basses de Can Dimoni. Estanys formats als anys 70 com a conseqüència dels forats practicats per una antiga extracció d'àrids. Amb el temps, les llacunes s'han anat omplint de vegetació i fauna, especialment d'aus. És degut a això que actualment la zona està protegida (PEIN).
- Torre de Benviure.[18]
- Muntanya de Sant Ramon o Montbaig
- Parc Sanitari Sant Joan de Déu
- Jardí de l'antic Manicomi de Sant Boi
- Parc Agrari
- Parc de Marianao
- El rugby: UE Santboiana
- Gasol Foundation

### Escoles d'educació primària i secundària

#### Públiques
- Escola Josep Maria Ciurana
- Rafael Casanova
- Escola - institut Marianao
- Escola Benviure
- Escola Amat Verdú
- Escola Antoni Tàpies
- Escola Barrufet
- Escola Montbaig
- Escola Parellada
- Escola Antoni Gaudí
- Escola Ciutat Cooperativa
- Escola Can Massallera
- Escola Casablanca
- Escola Vicente Ferrer
- Institut Itaca
- Institut Joaquim Rubió i Ors
- IES Camps Blancs

#### Concertades
- Col·legi Sagrat Cor - Vedruna
- Escola - institut Salesiana Mare de Déu dels Dolors
- Fundació Llor
- Escola Santo Tomás
- Col·legi Molí Nou
- Col·legi Joan Bardina
- Escola Sant Josep
- Col·legi Pedagogium Cos
- Sant Josep

### Corals de Sant Boi
Sant Boi té la sort de comptar amb tres corals per a joves i adults i amb una coral per a joves de l'Escola Municipal de Música Blai Net.
- Coral Renaixença de Sant Boi. La Coral Renaixença de Sant Boi de Llobregat és una entitat sense ànim de lucre creada per conrear el cant coral al poble l'estiu de 1975 i compta, a més a més, amb les Corals Infantils de la Renaixença, creades el 1979. Els cors infantils comprenen nens amb edats entre 3 i 15 anys, els quals quan arriben a l'edat dels 15 se'ls ofereix passar a formar part de la Coral Renaixença. La Coral Renaixença ha participat en 5 concursos i ha cantat per Catalunya, l'Estat Espanyol, i gran part de l'estranger (Itàlia, França, Suïssa, Àustria, Canadà, Cuba...). La Coral disposa d'un repertori ampli i variat que consta de més de 500 partitures registrades: des de la música clàssica fins a pop-rock del Segle XXI passant per populars catalanes, sarsueles, espirituals negres i música de Broadway entre d'altres. La Coral Renaixença i les Corals Infantils de la Renaixença compten de 12 enregistraments (Coral Renaixença (1979), Coral Renaixença. Segon recull de cançons (1981), Himne C.F. Santboià (1984), Himne U.E. Santboiana (1986), Corals Patim Patam i Esqueix (1986), Recordant Broadway (1989), Una veu exultant (1995), Una veu exultant 1.c (1995), Nadal. Coral Renaixença (1999), Suite de Nadal. 20 anys de corals infantils de Sant Boi (1999), Coral No ve d'un to (2006) i Himne centenari C.F. Santboià (2008)).
- Coral Pedres Blanques
- Coral Ressó. La Coral Ressó és una coral amb ànim de coral amateur que des dels seus inicis referma la passió per la música i el cant coral. Nascuda l'any 1982 sota la batuta del mestre Rafa Barbero, tenen un repertori ben ampli: des de polifonia medieval fins a autors contemporanis. La Coral consta de 2 enregistraments (Nadal, llum i misteri (1988) de Francesc Vila i Bon Menú (1990) que és un recull de cançons populars d'arreu del món).
- Cor Jove 13veus. És el cor jove de l'Escola Municipal de Música Blai Net.

### Orquestra de Sant Boi
Sant Boi Camerata Orquestra de Cambra a Quatre Cordes. Coneguda com Orquestra a4 Cordes, Va néixer oficialment a l’octubre de 2004. És una formació que funciona de forma autònoma i està formada principalment d'instruments de corda (orquestra de cambra) encara que puntualment s’amplia amb instruments de vent. L’objectiu principal és el de donar possibilitats de professionalització als joves amb nivell que no tenen encara la possibilitat de participar en orquestres professionals. Ha tingut l'oportunitat de tocar en espais majestuosos con són el Palau de la Música Catalana, el Petit Palau, la Cripta de la Colònia Güell, el monestir de Montserrat, l'Auditori de Cornellà de Llobregat, l'auditori de Berga, l'auditori Municipal de Terrassa, la Universitat de Barcelona, la Universitat de Girona, el monestir de Sant Llorenç de Guardiola de Berguedà, l'Atrium de Viladecans i la Torre Benviure de Sant Boi de Llobregat. Des dels seus inicis ha portat la seva música per les poblacions de Bagà, Banyoles, Barcelona, Berga, Castelldefels, Cornellà, Girona, Guardiola de Berguedà, Montserrat, Olesa de Montserrat, Sabadell, Sant Boi de Llobregat, Sant Climent de Llobregat, Sant Vicenç dels Horts, Santa Coloma de Cervelló, Terrassa, Torrelles de Llobregat, Vacarisses i Viladecans. També ha tocat al País Basc i a la ciutat de Cork d'Irlanda. Actualment la componen 26 músics amb Jordi Moreno com a concertino, més el seu director en Càndid Rodríguez.

## Clima
Sant Boi consta d'un clima mediterrani. La temperatura de -9.6 °C es va registrar durant la famosa Nevada a Catalunya de 1962. Santboians afirmen que a final de juny de 2019, al sol, van registrar 45C. No obstant aquestes dades no són oficials.
A la següent taula no s'indica la humitat, i ja que Sant Boi acostuma a tenir un percentatge alt de humitat, això provoca sencació de xafogor a l'estiu I de més fred a l'hivern.
| Paràmetres meteorològics per a Sant Boi de Llobregat | Paràmetres meteorològics per a Sant Boi de Llobregat | Paràmetres meteorològics per a Sant Boi de Llobregat | Paràmetres meteorològics per a Sant Boi de Llobregat | Paràmetres meteorològics per a Sant Boi de Llobregat | Paràmetres meteorològics per a Sant Boi de Llobregat | Paràmetres meteorològics per a Sant Boi de Llobregat | Paràmetres meteorològics per a Sant Boi de Llobregat | Paràmetres meteorològics per a Sant Boi de Llobregat | Paràmetres meteorològics per a Sant Boi de Llobregat | Paràmetres meteorològics per a Sant Boi de Llobregat | Paràmetres meteorològics per a Sant Boi de Llobregat | Paràmetres meteorològics per a Sant Boi de Llobregat | Paràmetres meteorològics per a Sant Boi de Llobregat |
| Mes                                                  | Gen.                                                 | Feb.                                                 | Mar.                                                 | Abr.                                                 | Mai.                                                 | Jun.                                                 | Jul.                                                 | Ago.                                                 | Sep.                                                 | Oct.                                                 | Nov.                                                 | Dec.                                                 | Anual                                                |
| Temp. màx. registrada (°C)                           | 30.5                                                 | 26.8                                                 | 30.6                                                 | 31.7                                                 | 34.2                                                 | 39.5                                                 | 42.4                                                 | 43.8                                                 | 35.3                                                 | 32.8                                                 | 29.9                                                 | 28.6                                                 | 43.8                                                 |
| ---------------------------------------------------- | ---------------------------------------------------- | ---------------------------------------------------- | ---------------------------------------------------- | ---------------------------------------------------- | ---------------------------------------------------- | ---------------------------------------------------- | ---------------------------------------------------- | ---------------------------------------------------- | ---------------------------------------------------- | ---------------------------------------------------- | ---------------------------------------------------- | ---------------------------------------------------- | ---------------------------------------------------- |
| Temp. màx. mitja (°C)                                | 15                                                   | 16                                                   | 18                                                   | 20                                                   | 24                                                   | 29                                                   | 32                                                   | 32                                                   | 28                                                   | 23                                                   | 18                                                   | 15                                                   | 22                                                   |
| Temp. mín. mitja (°C)                                | 5                                                    | 5                                                    | 7                                                    | 10                                                   | 14                                                   | 18                                                   | 22                                                   | 23                                                   | 19                                                   | 14                                                   | 10                                                   | 7                                                    | 13                                                   |
| Temp. mín. registrada (°C)                           | -7.4                                                 | -6.2                                                 | -4.1                                                 | 0.1                                                  | 4.9                                                  | 8.5                                                  | 10.5                                                 | 11.2                                                 | 8.9                                                  | 2.8                                                  | -1.2                                                 | -9.6                                                 | -9.6                                                 |
| Dies de pluges                                       | 1.7                                                  | 1.8                                                  | 2.6                                                  | 4.9                                                  | 4.7                                                  | 2.8                                                  | 0.5                                                  | 1.4                                                  | 1.8                                                  | 3                                                    | 2.1                                                  | 1.8                                                  | 27.7                                                 |
| Dies de nevades                                      | 0.2                                                  | 0.9                                                  | 0.5                                                  | 0.0                                                  | 0.0                                                  | 0.0                                                  | 0.0                                                  | 0.0                                                  | 0.0                                                  | 0.0                                                  | 0.0                                                  | 0.1                                                  | 1.7                                                  |

## Santboians

### Santboians famosos
- Matilde Ezquerra Lezcano [Sant Boi, 1961 – Terrassa, 2011], metgessa
- Albert Malo i Navío
- Manel Esteller i Badosa
- Josep Elias i Basca "El Ninyo"
- Josep Puigdengoles, (Sant Boi, 1801 - Bolívia, 1860), franciscà i missioner
- Bartomeu Salvadó (1567 - 1603), jurat del Lloc Alou, campaner
- Blai Net i Sunyer (1887 - 1948), pianista i concertista internacional
- Joan Bardina i Castarà
- Baldiri Aleu i Torres

### Santboians adoptius famosos
- Pau Gasol i Sáez
- Marc Gasol i Sáez
- Daniel Jarque i González
- Oriol Ripol i Fortuny
- Antoni Pujadas i Mayans (1812-1881), fundador de l'Hospital Benito Menni de Sant Boi, especialitzat en salut mental
- Andreu Aleu i Teixidor (Tarragona, 1832 - Sant Boi de Llobregat, 1900), escultor
- Felipe Sanchón Huerta, jugador del Centre d'Esports Sabadell
- Núria Salán Ballesteros
- Rafael Casanova
- Maria Mercè Marçal[20]

### Fills predilectes[21]
- Paulina Rodés i Mas (29 de novembre de 1991)
- Jaume Vilà i Tous (5 de desembre de 1996)
- Jaume Pujadas i Farrés (20 de maig de 1997)
- Maria Rosa Palau i Ollé, José Morales Garrido (17 de maig de 1998)
- Josep Sanz i Soldevila (5 de juny de 1999)
- Cristòfor Rebull i Capdevila (10 de desembre de 2000)[22]
- Jenaro Sancho Martínez de Vírgala (15 de gener de 2001)[23]
- Albert Malo i Navío (16 de juny de 2001)[24]
- Manel Esteller i Badosa (29 de novembre de 2002)
- Mossèn Lluís Alonso Càmara (22 de desembre de 2003)[25]
- Joan Martí i Lladó (14 de març de 2008)[26]
- Climent Castellví i Guasch (21 de febrer de 2013)
- Eric Barrio Carrasco, Joel Redondo Hernández, Mario Hernández Lozano i Xavier Romeu Rozalén (21 de juliol de 2014)
- Obra salesiana de Sant Boi (16 de juny de 2014)

### Amic/Amiga de Sant Boi[21]
- Ramon Marcó i Cabré (29 de novembre de 1991)
- Joan Mestres i Rebull (5 de desembre de 1996)
- Jaume Codina i Vilà (22 d'abril de 1999)

### Medalla d'Or de la Ciutat[21]
- Carles Martí i Vilà (11 de setembre de 1983)
- Joan Vandellós i Jardí (6 de desembre de 1987)
- Roser Llopis i Viaplana (4 de desembre de 1988)
- Francesc Ferrés i Ferrés (5 de desembre de 1995)
- Germanes Hospitalàries del Sagrat Cor de Jesús (11 de desembre de 1995)
- Orde Hospitalari de Sant Joan de Déu (11 de desembre de 1995)
- Unió Esportiva Santboiana (23 d'abril de 1996)
- Francesc Xavier Vila i Blanche (19 d'abril de 2004)
- Futbol Club Santboià (23 de gener de 2009)
- Cooperativa Agrària Santboiana (12 de desembre de 2009)

### Medalla d'Or al Mèrit Esportiu[21]
- Constantí Miranda Justo de la Concepción (11 de maig de 1987)
- Pau Gasol i Sáez (6 de juny de 2002)
- Marc Gasol i Sáez (4 de juliol de 2013)

## Esports

### Rugbi
L'equip de rugbi de la ciutat és la UE Santboiana (Unió Esportiva Santboiana). Aquest equip de rugbi, fundat per Baldiri Aleu Torras +1975, va ser el primer equip de rugbi de Catalunya i d'Espanya, i és un dels millors equips de tot el país, que ha guanyat la Lliga d'Honor en diverses ocasions.
Així mateix, la franquícia catalana Catalunya Blaus Almogàvers, que participa en la Lliga Superibérica, té la seu en aquest municipi, que és on juguen els seus partits com a locals.

### Ciclisme
El ciclisme de la ciutat queda representat pels equips del Club Ciclista Sant Boi. Les diferents categories, des d'infantils fins a veterans, han aconseguit medalles en Campionats d'Espanya, d'Europa i de Catalunya, així com victòries en diferents voltes per etapes de categoria juvenil. El Club Ciclista Sant Boi és un dels clubs amb més tradició i història de Catalunya i ha format com corredors a diversos ciclistes que han aconseguit fer el pas al camp professional, com Antonio González, Juan Valbuena i Israel Núñez.
- Unió Esportiva Santboiana: primer club de rugbi de la península Ibèrica.
- Futbol Club Santboià.[27]
- Club de Beisbol i Softbol Sant Boi.